# 플로이드 메이웨더 주니어 대 매니 파키아오
플로이드 메이웨더 주니어 대 매니 파키아오(영어: Floyd Mayweather, Jr. vs. Manny Pacquiao) 또는 별칭 세기의 대결(영어: The Fight of the Century)은 2015년 5월 2일 미국 라스베이거스의 MGM 그랜드 가든 아레나에서 개최된 권투 경기이다. 경기는 플로이드 메이웨더 주니어의 판정승으로 끝났다.

## 같이 보기
- 플로이드 메이웨더 주니어 대 코너 맥그리거